# Onetes scudderi
Onetes scudderi är en insektsart som först beskrevs av Pierre Adrien Prosper Finot 1903.  Onetes scudderi ingår i släktet Onetes och familjen gräshoppor. Inga underarter finns listade i Catalogue of Life.